# Francis Lacassin
Francis Lacassin (Saint-Jean-du-Gard, 18 de novembro de 1931 – Paris, 12 de agosto de 2008)  foi um jornalista, editor e escritor francês.
Escreveu literatura fantástica e policial e foi um especialista na cultura pop, sendo apelidado de "o homem de mil prefácios".